# Rana draytonii
Rana draytonii é uma espécie de anfíbio da família Ranidae. Estava anteriormente classificada como subspécie Rana aurora draytonii, mas actualmente é reconhecida como sendo uma espécie. Habita as montanhas costeiras da Califórnia, desde Baja California até Marin County. A norte de Marin County, uma espécie próxima, Rana aurora, pode ser encontrada.